# Antonio Gherardi
Pour les articles homonymes, voir Gherardi.

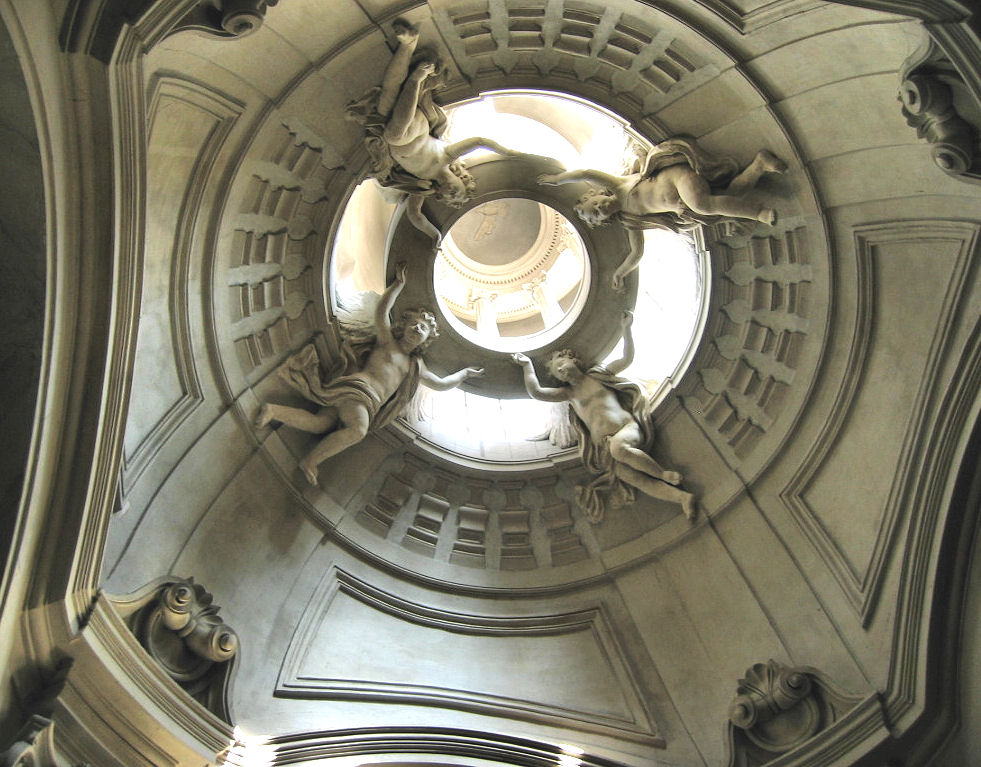
Coupole de la chapelle Avila Basilique Sainte-Marie-du-Trastevere, Rome.

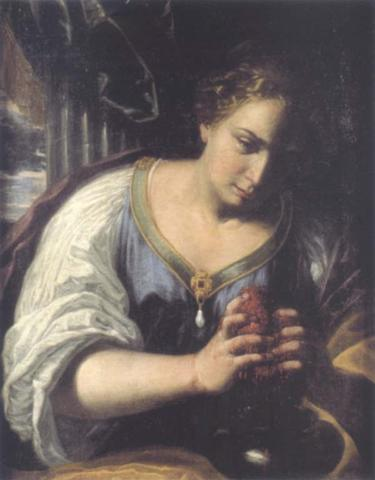
Sainte Praxedes.

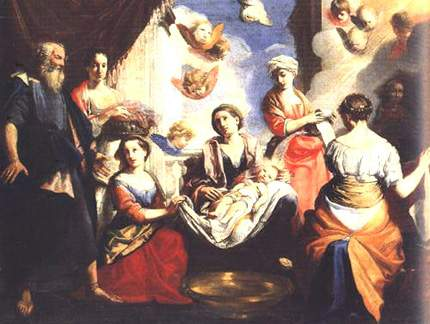
Nativité.

Antonio Gherardi (né le 20 septembre 1638 à Rieti, dans le Latium, alors dans les États pontificaux et mort le 10 mai 1702 à Rome) est un peintre et un architecte italien baroque du XVIIe siècle.

## Biographie
Antonio Gherardi est d'abord l'élève de Pier Francesco Mola puis de Pierre de Cortone. Il a peint de nombreux retables pour les églises de Rome et de ses environs (Rieti, Monterotondo) mais aussi de Gubbio en Ombrie.
Parmi ses œuvres se signalent la décoration de l'église Santa Maria in Trivio, L'Estasi di S. Teresa à Santa Maria in Transpontina, églises de Rome, l'Immacolata Concezione à l'église Sant'Antonio al Monte de Rieti et la Natività della Vergine du duomo de Gubbio.

## Œuvres
- Sainte Rosalie et le pestiféré, musée Fesch, Ajaccio
- Épisodes de la Vie de la Vierge (1670), voûte de la Nef de Santa Maria in Trivio
- L'Estasi di S. Teresa, Santa Maria in Transpontina,
- L'Immacolata Concezione, Église Sant'Antonio al Monte de Rieti
- Natività della Vergine, Duomo de Gubbio.

## Sources
- (en) Cet article est partiellement ou en totalité issu de l’article de Wikipédia en anglais intitulé « Antonio Gherardi » (voir la liste des auteurs).